# Insoumission
L'insoumission est l'acte d'une personne ou d'un groupe de personnes qui « manque de soumission, qui décide de ne point obéir », de celui qui n'accepte pas de se soumettre à l'autorité dont il dépend et qui refuse de la reconnaître.
L'insoumission est une forme de désobéissance militaire ou civile et ses motivations peuvent être diverses : philosophique, politique, sociale, pacifiste, antimilitariste, etc.
Dans le domaine militaire, le terme désigne spécifiquement le refus d'un citoyen appelé au service militaire de répondre à la convocation et de se rendre dans son unité. En France, est qualifié d'insoumis celui qui n'a pas rejoint son corps trente jours après la date indiquée sur la feuille de route, dans le cas d'une affectation en métropole, et quarante-cinq jours dans celui d'une affectation à l'étranger, en Allemagne par exemple. C'est le bureau de recrutement des intéressés qui déclenche la procédure.

## Définitions
Selon E. Armand dans l'Encyclopédie anarchiste :

« On appelle plus particulièrement insoumission la situation dans laquelle se mettent les recrues qui ne répondent pas à l'appel qui leur est adressé de rejoindre leur corps. On rencontre parmi les anarchistes un certain nombre d'insoumis. Il y a plusieurs raisons à leur attitude. Plus encore que dans la vie civile - où ils sont cependant bien comprimés - l'affirmation et le déterminisme individuels sont, dans l'état militaire, restreints et réprimés, pour ne pas dire réduits à néant. Du fait qu'elle exige de l'individu qu'il obéisse sans savoir et sans demander pourquoi, celui-ci se trouve dans une position humiliante de subordination vis-à-vis de l'autorité militaire. En temps de guerre la situation est pire, l'unité humaine n'est plus qu'une unité amorphe, inconsistante, dont disposent, comme d'un colis, d'autres hommes, obéissant eux-mêmes à des ordres qu'ils ne peuvent discuter. »

## Dans l'antiquité romaine
Au Ve siècle avant l'ère commune, les patriciens romains, grands propriétaires fonciers, font appel à la plèbe pour mener leurs guerres incessantes. En 494‐493, alors qu'une guerre contre les Volsques est imminente, la plèbe ne supporte plus l'esclavage pour dette qui lui est imposé.

« Eh quoi ! disaient-ils dans leur indignation, nous qui combattons au-dehors pour la liberté et pour l'empire, nous ne trouvons au-dedans que captivité et oppression ; la liberté du peuple romain est moins en danger durant la guerre que durant la paix, au milieu des ennemis que parmi des concitoyens. »

— Tite-Live, Histoire romaine, Livre II, XXIII

« Les plébéiens s'exhortaient l'un l'autre à ne pas s'enrôler ; « Périsse tout le monde plutôt qu'eux seuls ; que les sénateurs prennent du service ! Que les sénateurs prennent les armes ! Que les dangers de la guerre soient pour ceux à qui elle profite ! » »

— Tite-Live, Histoire romaine, Livre II, XXIV, Traduction G. Baillet
Grâce à leur révolte, les plébéiens obtiennent un décret protégeant les soldats de l’emprisonnement et de la saisie de leurs biens et ils s’enrôlent alors avec ardeur.
Les refus de la plèbe se répètent plus tard.

« Les consuls font l’appel des jeunes gens : pas un ne répond à l’appel de son nom, et la foule, les enveloppant, prend l’allure d’une assemblée pour déclarer qu’on ne se moquera pas plus longtemps de la plèbe, on ne trouvera plus un seul soldat si l’État ne tient pas ses engagements ; il faut rendre la liberté à chaque individu avant de lui donner des armes ; ils veulent combattre pour leur patrie, pour leurs concitoyens, et non pour leur maître. »

— Tite-Live, Histoire romaine, Livre II, XXVIII, Traduction G. Baillet

## En Allemagne
Le régime nazi envoie les réfractaires dans des camps de concentration dès avant la Seconde guerre mondiale. Pendant celle-ci, il en fusille ou en décapite des milliers.

## En Belgique
En Belgique, Insoumis fait référence à un journal clandestin durant la Seconde Guerre mondiale, puis à un mouvement armé de la résistance intérieure belge.

## En France

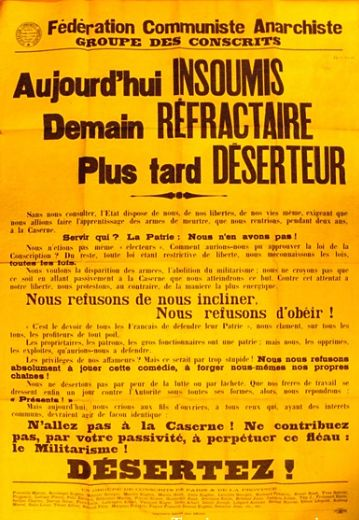
L'affiche du Groupe des conscrits de la Fédération communiste anarchiste, octobre 1912.

### Avant la Première guerre mondiale
Le 20 février 1891, à Saint-Denis, Élisée Bastard participe à un refus collectif du tirage au sort pour la conscription. Une vingtaine d’anarchistes sont alors raflés par la police.
Avant la Première guerre mondiale, les Bourses du travail et la Confédération générale du travail (CGT) pratiquent le syndicalisme révolutionnaire et antimilitariste.

« Considérant que l'armée tend de plus en plus à remplacer […] le travailleur en grève, quand elle n'a pas pour rôle de le fusiller [… le congrès de la CGT de 1908 considère que les conscrits] ont pour devoir de ne pas faire usage de leurs armes contre leurs frères les travailleurs. [Et il rappelle que] toute guerre n'est qu'un attentat contre la classe ouvrière [et qu’il faut que] en cas de guerre entre puissances, les travailleurs répondent à la déclaration de guerre par une déclaration de grève générale révolutionnaire. »

— Institut d’histoire sociale Les Congrès et conférences syndicaux, p. 325
Le nombre d'insoumis augmente. Ils sont 5 991 en 1902, 14 067 en 1907, 12 à 13 000 en 1912. Mais, par ailleurs, les conscrits participent régulièrement à la répression des mouvements sociaux et brisent des grèves. Il arrive que les cheminots grévistes soient convoqués à une période militaire sur leur lieu de travail, au risque d’être jugés comme insoumis. À la déclaration de guerre, le 1er août 1914, le Comité confédéral de la CGT se prononce à l’unanimité contre la grève générale.
En 1912, un groupe de conscrits rédige un manifeste incitant à l'insoumission et se réfugie à l’étranger. La Fédération communiste anarchiste publie 2 000 affiches et 80 000 tracts avec le manifeste. Son secrétaire national, Louis Lecoin est condamné à quatre ans de prison.

### Première Guerre mondiale
Le 5 août 1914, une loi accorde l'amnistie aux insoumis et déserteurs qui se présentent spontanément à l'autorité militaire pour être incorporés.
Lors de la mobilisation de 1914, les insoumis désignent les hommes qui ne rejoignent pas immédiatement leur affectation. La définition théorique est :

« tout militaire dans ses foyers, rappelé à l'activité, qui, hors le cas de force majeure, n'est pas arrivé à destination au jour fixé par l'ordre de route régulièrement notifié, est considéré comme insoumis, après un délai de trente jours, et puni des peines édictées par l'article 230 du Code de justice militaire. »

— Article 83 de la loi du 21 mars 1905 sur le recrutement de l'armée.
Au cours de la Première Guerre mondiale, les cas d'insoumission ont fréquemment entraîné la peine de mort par fusillade, ce sont les Soldats fusillés pour l'exemple et ce, dans la plupart des armées combattantes.

### Seconde Guerre mondiale
En 1939, Jehan Mayoux refuse la mobilisation et se voit condamné à cinq ans de prison, puis il s'évade. Il est repris par les autorités de Vichy et est déporté par les Allemands au camp de Rawa-Ruska en Ukraine. Il signera Le Manifeste des 121, titré « Déclaration sur le droit à l’insoumission dans la guerre d’Algérie ».
Insoumis après l'entrée en guerre de la France (3 septembre 1939), l'anarchiste Maurice Joyeux est arrêté en 1940, condamné à 5 ans de prison et incarcéré à Lyon à la prison Montluc, dont il s’évade après avoir fomenté une mutinerie, mais il est repris et n'est libéré qu'en 1944. C'est le sujet de son livre Mutinerie à Montluc publié en 1971. Il signera aussi Le Manifeste des 121.
Les habitants des départements d'Alsace et de Lorraine annexés par l'Allemagne nazie, qui refusaient de servir l'Allemagne et rejoignaient le Maquis ou qui tentaient de passer en Suisse, étaient qualifiés de « traîtres » par le pouvoir occupant, mais d'« insoumis » et de « patriotes » par la Résistance intérieure française.
Le Front de la jeunesse alsacienne incite par des tracts à ne pas se présenter aux conseils de révision. Des conscrits ne s’y rendent pas ou le font en chantant La Marseillaise. Six membres du Front de la jeunesse alsacienne sont arrêtés, condamnés à mort et exécutés : Alphonse Adam, Robert Kieffer, Robert Meyer, Joseph Seger, Charles Schneider et Pierre Tschaen. D’autres sont condamnés à des années de travaux forcés.
Des filières permettent notamment à des réfractaires de franchir les frontières. Des réfractaires sont arrêtés et leurs familles, transplantées dans le Reich (environ 10 000 Mosellans et 3 500 Alsaciens).
Après la bataille de Stalingrad et l'incorporation de nouvelles classes le 31 janvier 1943, le mouvement d'évasion s'intensifie et, le 10 février 1943, ce sont cent quatre-vingt-deux réfractaires qui arrivent à passer en Suisse. Le lendemain quatre-vingt six autres les suivent. Le surlendemain, un groupe de dix neuf jeunes gens échange des coups de feu avec les garde-frontière. Un policier allemand est tué. Un seul réfractaire réussit à passer en Suisse. Les autres sont fusillés le jour même et les suivants. Les familles sont incarcérées puis envoyées comme travailleurs forcés en Allemagne. Le massacre de Ballersdorf fera l'objet d'un roman et d'un film.
Ceux qui ont cédé à l'Occupant sous la contrainte, ont été qualifiés de « Malgré-nous ».

### Guerre froide
En 1957, 84 communistes, fils de morts en déportation ou de fusillés par les nazis, annoncent leur refus d'incorporation dans l'armée pour ne pas servir sous les ordres du commandant en chef des forces terrestres de l'Otan pour le « Centre Europe », Hans Speidel, ancien officier nazi. Claude Marty, le premier appelé réfractaire est arrêté, il fait quatorze mois de prison avant d'être libéré, comme tous ses camarades, le 3 mai 1958. Le Parti communiste français et le Secours populaire français mènent une campagne de soutien à ces insoumis,. Jacques Chaban-Delmas, ministre de la Défense, reconnaît que « Les sentiments exclusifs exprimés par ces jeunes gens qui grandirent dans le culte de leur père qui représente pour eux le plus pur exemple du devoir patriotique sont autant de valeurs qui ne peuvent laisser indifférent ». Il concède un compromis qui permet d'affecter les réfractaires dans des régiments basés en Afrique, hors des unités de l'OTAN.

### Guerre d'Algérie

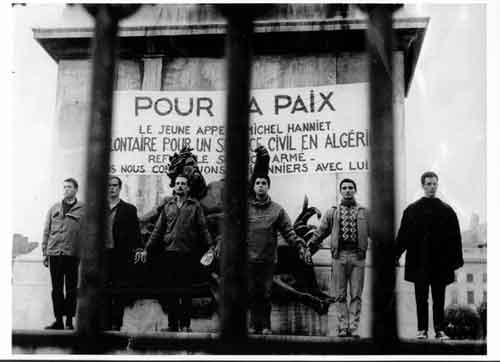
Place Bellecour à Lyon en 1961, six volontaires de l'Action civique non-violente se sont enchainés, et déclarent vouloir être traités chacun comme l'insoumis Michel Hanniet

Tramor Quémeneur, dans sa thèse Une guerre sans « non » ? Insoumissions, refus d’obéissance et désertions de soldats français pendant la guerre d’Algérie (1954–1962), dénombre 10 831 insoumis qui ajoutés aux 886 déserteurs et aux 420 objecteurs de conscience représentent 1% des appelés en Algérie.
Un tract intitulé « Des Insoumis et des Déserteurs anticolonialistes en appellent à l'opinion publique » signé par une trentaine de militants est diffusé.

#### Protestation à propos de Maurice Audin
En juin 1960, Michel Halliez, réserviste ayant accompli une partie de son service militaire en Algérie, a renvoyé ses papiers militaires pour protester contre la Légion d'honneur et la promotion du lieutenant Charbonnier, désigné comme tortionnaire et assassin de Maurice Audin.
Michel Halliez est défendu par Robert Badinter. Une première peine, est aggravée en appel à six mois de prison avec sursis et 60 000 francs d'amende. Ayant refusé de reprendre ses pièces militaires quelques mois plus tard, Michel Halliez est à nouveau condamné à six mois de prison avec sursis,,.

#### Action civique non-violente
L'Action civique non-violente est un regroupement créé en 1958 pour s'opposer activement aux pratiques de la guerre d'Algérie, telles que les camps d'internement et la torture, et pour soutenir et organiser les réfractaires à l'armée.

#### Jeune Résistance
Réfractaires à la guerre d'Algérie, des appelés s'exilent, désertent ou s'insoumettent,,. Le mouvement Jeune Résistance s'efforce à partir de 1959 de soutenir les exilés et de populariser leurs motivations malgré le désaveu de la gauche traditionnelle.

#### Manifeste des 121
Le Manifeste des 121, titré « Déclaration sur le droit à l’insoumission dans la guerre d’Algérie », est signé par des intellectuels, universitaires et artistes et publié le 6 septembre 1960 dans le magazine Vérité-Liberté. Il dénonce le militarisme et la torture. Il déclare : « De plus en plus nombreux, des Français sont poursuivis, emprisonnés, condamnés, pour s'être refusés à participer à cette guerre ou pour être venus en aide aux combattants algériens. (…) Qu'est-ce que le civisme, lorsque, dans certaines circonstances, il devient soumission honteuse ? N'y a-t-il pas des cas où le refus est un devoir sacré, où la « trahison » signifie le respect courageux du vrai ? » ».
Il se termine sur trois propositions finales :
- « Nous respectons et jugeons justifié le refus de prendre les armes contre le peuple algérien ».
- « Nous respectons et jugeons justifiée la conduite des Français qui estiment de leur devoir d'apporter aide et protection aux Algériens opprimés au nom du peuple français ».
- « La cause du peuple algérien, qui contribue de façon décisive à ruiner le système colonial, est la cause de tous les hommes libres ».

#### Répression
Considérant que « L'Algérie c'est la France », « les gouvernements refusèrent de recourir au droit de la guerre et aux conventions internationales pour encadrer juridiquement le conflit. Ils élaborèrent des législations d’exception spécifiques : état d’urgence et pouvoirs spéciaux ». De ce fait les combattants algériens ne bénéficièrent pas du droit de la guerre et furent traités comme des criminels de droit commun. En revanche, les insoumis et les déserteurs risquaient des peines moindres qu'en temps de guerre.
Le gouvernement a publié plusieurs ordonnances qui aggravaient les peines frappant la provocation à l’insoumission, à la désertion et au renvoi de livret militaire, le recel d’insoumis et les entraves aux départs des soldats. Les fonctionnaires apologistes de l’insoumission et de la désertion pouvaient être plus sévèrement réprimés,.

#### Parti communiste français
Depuis le début du conflit en Algérie, le Parti communiste français soutient que la participation de ses militants au contingent de cette guerre coloniale est un gage de fonctionnement plus démocratique de l’armée. En septembre 1960, L'Humanité cite Maurice Thorez, secrétaire général du parti, qui, le 31 mai 1959, rappelait les principes définis par Lénine : « Le soldat communiste part à toute guerre, même à une guerre réactionnaire pour y poursuivre la lutte contre la guerre. Il travaille là où il est placé. S'il en était autrement, nous aurions une situation telle que nous prendrions position sur des bases purement morales, d'après le caractère de l'action menée par l'armée au détriment de la liaison avec les masses ». L'Humanité ajoute : « Cependant - est-il besoin de le dire ? - les communistes sont pour la libération, l'acquittement ou le non-lieu des hommes et des femmes emprisonnés, traduits devant les tribunaux ou inculpés pour avoir, à leur façon, pris part à la lutte pour la paix. »
Le parti désapprouve donc les réfractaires. Ainsi Yann Le Masson est dissuadé par les autorités du PCF de mettre à exécution son projet d'insoumission. Il reviendra traumatisé de sa participation à la guerre puis se fera « porteur de valises » dans le réseau Jeanson.
Après le cessez-le-feu, le comité central du Parti communiste français dénonce « la nocivité des attitudes gauchistes de certains groupements » qui « se sont refusés à tout travail de masse au sein du contingent et ont préconisé l'insoumission et la désertion ». Jeune Résistance avait répondu à cette critique dès 1960 :

« Ceux qui nous reprochent aujourd'hui de n'être pas en prise sur les masses sont ceux-là mêmes qui, ayant officiellement prises sur elles, n'ont rien fait depuis des années pour les réveiller et qui s'efforcent depuis des mois de minimiser et freiner le mouvement dont elles sont enfin parcourues. »

— « La seule politique possible », Jeune Résistance - Vérités pour, no 1, décembre 1960, p. 7

#### Fin de la guerre
Après la guerre, Laurent Schwartz déplore que la loi d'amnistie ait notamment « oublié » les insoumis et les déserteurs toujours emprisonnés ou exilés : « Les tortionnaires, qui ont commis d'abominables crimes de guerre condamnés par la loi nationale et internationale, sont entièrement blanchis ; et des jeunes qui ont refusé la torture, qui l'ont dénoncée, qui ont refusé de servir dans une guerre inhumaine et injuste, alors que tant d'autres hommes ont été lâches, restent sanctionnés ».

### Soutien aux insoumis
En 1971, neuf cent-cinquante insoumis ont été condamnés.
En novembre 1972, le Groupe d’insoumission totale (Git) manifeste à Lyon en diffusant un tract « Avec le soutien du Groupe d'action et de résistance à la militarisation » et sous des banderoles appelant à l'insoumission collective. Le 25 novembre, au cours d'une autre manifestation des deux groupes, la police tabasse les militants dans un appartement et infligent un traumatisme crânien à Yvon Montigné. Le 8 décembre, un rassemblement précède le procès des manifestants qui a lieu le 11 décembre.
À partir du printemps 1973, le Groupe d'Action et de Résistance à la Militarisation (Garm) participe à la campagne de soutien à Bruno Hérail, Gérard Petit, Alain Sibert, Hubert Planchez et Gérard Bayon, insoumis, emprisonnés et grévistes de la faim,,. En mars et en avril 1973, lors des manifestations lyonnaises qui regroupent jusqu'à 15 000 lycéens contre le nouveau régime de sursis de la « loi Debré »,, les slogans pour l'insoumission sont repris au-delà des militants antimilitaristes. Des banderoles soutiennent l'insoumis Gérard Bayon. Les 4 et 9 avril, mille cinq cents personnes manifestent devant la prison Montluc où il est détenu.
En 1973, le pasteur René Cruse est condamné à Corbeil (Essonne) pour incitation à l'insoumission et à la désertion lors d'un procès qui provoque des manifestations de soutien,,.
Le 2 juin 1974, trois militants du Garm pénètrent de nuit, à l'aide d'une échelle, dans la prison Montluc. Il s’agit de Gérard Bayon qui y a été emprisonné l’année précédente, de Michel Guivier qui est sous le coup d’un mandat d'arrêt pour insoumission et d’Yvon Montigné. Ils entendent se déclarer solidaires de tous les réfractaires victimes de la justice militaire. Arrêtés et incarcérés six jours, ils sont condamnés à trois mois de prison avec sursis et 500 francs d’amende pour… violation de domicile !
En avril et mai 1975, plusieurs insoumis incarcérés à Lyon font des grèves de la faim. Le Garm les soutient par des manifestations en ville et au Tribunal permanent des forces armées. Le 30 mai, Michel Albin est démobilisé et quitte l’hôpital après cinquante-six jours de grève de la faim. Il est ensuite condamné pour insoumission à huit mois de prison dont six avec sursis.
Simone Bartel chante pour les insoumis et les réfractaires.
D'après le ministère de la Justice, en 1990, 2 020 Français sont jugés pour insoumission, 770 sont incarcérés et 591 sont condamnés à des peines de un à deux ans de prison.

### Mouvement d'insoumission bretonne

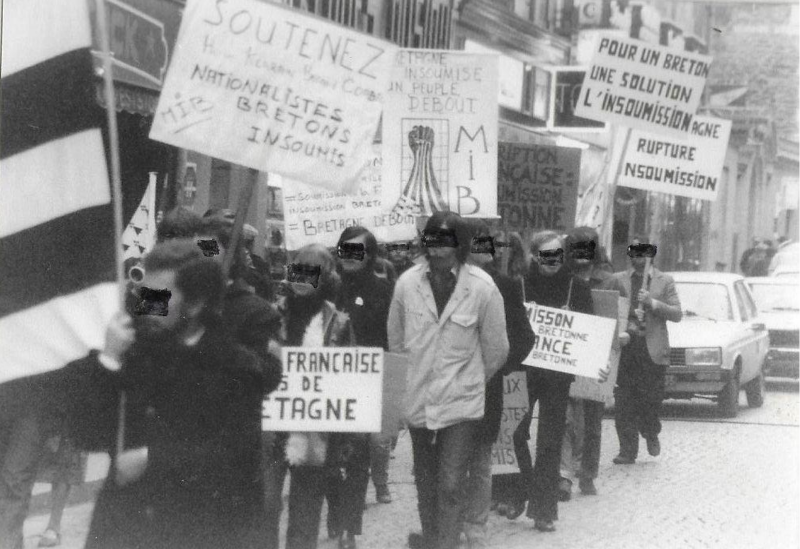
Photo d'une manifestation de 1982 en faveur de la libération d'insoumis bretons

Neuf membres du Mouvement d’insoumission bretonne (MIB) annoncent en 1982 que, comme plusieurs de leurs prédécesseurs emprisonnés, ils refusent de porter l’uniforme de l’armée française, qu’ils considèrent comme une « armée d’occupation ». En raison du caractère politique et non antimilitariste de leur décision, ils ne demandent pas le statut d’objecteurs de conscience,. Le Strollad pobl vreizh (SPV), un parti indépendantiste breton actif de 1979 à 1983, soutient activement le MIB, notamment en organisant des manifestations, comme celle de la caserne Foch à Rennes en 1981, pour protester contre l’emprisonnement d’insoumis bretons,.

### Situation actuelle
En France, en matière de service national, les peines réprimant l'insoumission sont définies par le Code de justice militaire :

« Le fait pour toute personne d'être coupable d'insoumission aux termes des dispositions du code du service national est puni, en temps de paix, d'un emprisonnement d'un an. En temps de guerre, la peine est de dix ans d'emprisonnement. Le coupable peut, en outre, être frappé, pour vingt ans au plus, de l'interdiction totale ou partielle de l'exercice des droits mentionnés à l'article 131-26 du code pénal. En temps de guerre, si le coupable est officier, la destitution peut également être prononcée. Le tout sans préjudice des dispositions prévues par le code du service national. »

— Article L321-1 du Nouveau code de justice militaire.
Par ailleurs, le code du service national prévoit aussi un délit de provocation à l'insoumission, que celle-ci ait été ou non suivie d'effet, punissable de cinq ans d'emprisonnement et de 15 000 euros d'amende. Les mêmes peines pouvant s'appliquer à quiconque « par des manœuvres coupables, empêche ou retarde le départ des assujettis appelés ou rappelés ».

## En Italie
Sante Geronimo Caserio, futur assassin du président français Sadi Carnot, a été condamné à huit mois et dix jours de réclusion pour avoir distribué à des soldats une brochure les incitant à la révolte, à la désertion et à la désobéissance. Il s'expatrie. Par sa fuite, il se soustrait à la levée militaire de 1893. Dans une lettre à un ami d'enfance, il écrit

« Je ne serais pas capable de tolérer toutes les tracasseries que les officiers font aux pauvres soldats et tu comprends très bien que, lorsqu'on a en main un fusil chargé, on fait vite à tirer sur un officier ! […] Il faut donc lutter contre la société sans penser aux larmes de sa mère et de ses frères. Est-ce que lorsqu'une guerre éclate, tout le monde n'abandonne pas sa mère, sa femme, ses fils pour aller se faire massacrer, pour chasser un maître et en avoir, après, un autre plus exploiteur que le premier ? »

— Pierre Truche, L'anarchiste et son juge, Paris, Fayard, 1994, p. 151

## Aux Pays-Bas
En 1923, il y a neuf cents insoumis. En 1924, ils sont mille. Ils sont condamnés à dix ou douze mois de prison.

## Au Portugal
Pour échapper aux conflits qui opposent le Portugal à ses colonies africaines pour leur indépendance, des dizaines de milliers de soldats insoumis ou déserteurs émigrent à l'étranger, particulièrement en France. Ils sont aussi très bien accueillis en Algérie et dans les pays scandinaves. Après la révolution des œillets, la junte portugaise accorde par décret-loi, le 2 mai 1974, l'amnistie aux réfractaires, qui seraient deux cent mille selon les partis de gauche. Ils doivent néanmoins accomplir ou achever leur service militaire. La junte rejette le statut d'objecteur de conscience. Ce droit est reconnu en 1976 et inscrit dans la constitution.

## En Russie
L'Union des comités de mères de soldats de Russie agit depuis 1988 pour la défense des droits de l'homme au sein de l'armée russe. Elle défend les insoumis et les déserteurs qui, dans une forte proportion, le sont pour échapper à de graves mauvais traitements physiques ou psychologiques ou pour ne pas participer à la guerre en Tchétchénie. Elle obtient des améliorations de leurs sorts. En 1997, le Comité évalue à 6 000 ou 7 000 les jeunes Russes qui se cachent pour échapper aux dix ans de prison encourus pour désertion. Selon une estimation de 2002 faite par l'organisation, 40 000 appelés désertaient chaque année.

### Invasion de l'Ukraine par la Russie en 2022
L'Union des comités de mères de soldats de Russie déplore : « Nous sommes pieds et poings liés par les nouvelles lois interdisant la collecte d’informations sur l’armée russe. » Elle refuse ensuite de parler à la presse occidentale.
L'hebdomadaire Franc-Tireur dénonce la tentative d'achat par la Russie de Poutine du silence des mères des victimes du conflit en offrant de fortes sommes aux familles des tués et des blessés et de multiples avantages financiers aux combattants.
De plus en plus de jeunes évitent la conscription par des stratégies frauduleuses : pot-de-vin à des employés d'administrations, mariage blanc avec des mères célibataires, documents falsifiés parfois fournis par des entreprises spécialisées…
Pour éviter d'être mobilisés dans l'armée, des Russes réfractaires quittent le pays et se réfugient à l'étranger notamment en Ouzbékistan, Géorgie, Arménie, Turquie ou dans les États nordiques comme la Finlande.

## En ex-Yougoslavie
Les déserteurs et insoumis fuyant les conflits dans l'ex-Yougoslavie alors en guerre sont nombreux dès le début du conflit. En 1994, on les estime à 100 000.
Le 28 octobre 1993, le Parlement européen publie une résolution votée à l'unanimité à propos de l'ex-Yougoslavie. Il invite la communauté internationale, le Conseil et les États membres à accueillir les déserteurs et les insoumis, à les protéger par un statut, à ne pas autoriser leur expulsion et à leur offrir des possibilités de formation et de perfectionnement professionnels. Il invite les États membres à affaiblir, dans l'ex-Yougoslavie, la puissance militaire des agresseurs en encourageant la désertion et l'insoumission.
Le Forum civique européen lance une campagne internationale pour inciter les états à se conformer à cette résolution et les communes et particuliers à accueillir et soutenir les réfractaires. Malgré les 100 000 signatures de pétitionnaires en Europe, peu de pouvoirs publics suivent les exemples du land de Brandebourg et de villes comme Brême, Weimar ou Parme qui accordent le droit de cité aux réfractaires. Le Danemark et la France expulsent même des déserteurs,,,.
En mai 1999, des manifestations d'insoumis et de leurs familles rassemblent contre la guerre plusieurs milliers de personnes au Monténégro et à Kruševac, en Serbie.
En octobre 1999, Amnesty international fait état de centaines d'objecteurs de conscience, de déserteurs et d'insoumis incarcérés en République fédérale de Yougoslavie qui, pour la plupart, purgent des peines de cinq ans d’emprisonnement ou davantage et de 23 000 cas analogues, au moins, qui seraient en instance devant les tribunaux militaires yougoslaves.

## Insoumission collective internationale
En octobre 1974, un groupe de douze insoumis, originaires de République fédérale d'Allemagne, de France, d'Italie et de Suisse, annonce, dans la perspective d'une « société socialiste autogestionnaire », la création du mouvement Insoumission collective internationale (ICI). Il estime non seulement que « le concept étroit de défense nationale » n'est plus de mise mais encore que « la solidarité se situe désormais au niveau de la communauté mondiale, qui ne peut plus accepter le système actuel aliénant et oppressif ». Le groupe est parrainé par des personnalités dont Jean Cardonnel, René Cruse, Jean-Jacques de Felice, Henri Leclerc et Théodore Monod. Des dizaines d'insoumis dont des Belges, des Néerlandais et des Suédois rejoignent le groupe. À partir de 1975, ils participent à la campagne de quatorze organisations de la mouvance antimilitariste, bientôt soutenue par des associations de juristes, d'avocats et de magistrats, contre les tribunaux militaires, en particulier français et italiens,,.

## Guerre du Viêt Nam
En octobre 1967, le New York Times publie la déclaration d'un groupe de prêtres, de pasteurs et de rabbins qui se déclare solidaire des insoumis.
Poursuivi pour insoumission, Mohamed Ali (Cassius Clay) est dépossédé de son titre de champion du monde des poids lourds de 1967.
Des pacifistes américains, dont le pédiatre Benjamin Spock, sont condamnés à deux ans de prison et à une amende pour avoir encouragé l'insoumission.
En juillet 1969, à San Francisco, un tribunal militaire juge vingt-cinq soldats accusés de mutinerie. Détenus, en général pour insoumission ou désertion, ils ont osé, à l'appel du matin, s'asseoir et chanter en se donnant le bras l'hymne des droits civiques We shall overcome afin de protester contre le meurtre, de sang-froid, d'un des leurs. Ils sont condamnés à des peines allant jusqu'à seize ans de travaux forcés.
Des déserteurs et insoumis américains présents en France s'organisent et sont soutenus par des personnalités comme Jean-Paul Sartre et Alfred Kastler. Le 3 avril 1968, le Mouvement de la paix, le Mouvement contre l'armement atomique, le Comité Vietnam national, le Collectif intersyndical universitaire et les Amis de Témoignage chrétien appellent au « soutien politique, matériel et moral de tous les résistants ».

## Presse
En 1973-1974, en France, le « Groupe insoumission totale » publie le journal Enragez-vous.